# Pelopides simplex
Pelopides simplex es una especie de coleóptero de la familia Passalidae.

## Distribución geográfica
Habita en Perak (Malasia).